# Commission des forces armées du Sénat des États-Unis
La Commission des forces armées du Sénat des États-Unis (United States Senate Committee on Armed Services) est une commission permanente du Congrès qui se consacre aux questions de sécurité nationale des États-Unis et de ses forces armées depuis sa création par le Legislative Reorganization Act of 1946.

## Membres pour chaque législature

### Membres durant le117econgrès(2021-2023)
| Majorité (démocrate) | Minorité (républicaine) |
| --- | --- |
| - Jack Reed, Chairman, Rhode Island - Jeanne Shaheen, New Hampshire - Kirsten Gillibrand, New York - Richard Blumenthal, Connecticut - Mazie Hirono, Hawaï - Tim Kaine, Virginie - Angus King, Maine - Martin Heinrich, Nouveau-Mexique - Elizabeth Warren, Massachusetts - Gary Peters, Michigan - Joe Manchin, Virginie-Occidentale - Tammy Duckworth, Illinois | - James Inhofe, Ranking Member, Oklahoma - Roger Wicker, Mississippi - Deb Fischer, Nebraska - Tom Cotton, Arkansas - Mike Rounds, Dakota du Sud - Joni Ernst, Iowa - Thom Tillis, Caroline du Nord - Dan Sullivan, Alaska - Kevin Cramer, Dakota du Nord - Rick Scott, Floride - Marsha Blackburn, Tennessee - Josh Hawley, Missouri |

### Membres durant le116econgrès(2019-2021)
| Majorité (républicaine) | Minorité (démocrate) |
| --- | --- |
| - James Inhofe, Chairman, Oklahoma - Roger Wicker, Mississippi - Deb Fischer, Nebraska - Tom Cotton, Arkansas - Mike Rounds, Dakota du Sud - Joni Ernst, Iowa - Thom Tillis, Caroline du Nord - Dan Sullivan, Alaska - David Perdue, Géorgie - Kevin Cramer, Dakota du Nord - Martha McSally, Arizona - Rick Scott, Floride - Marsha Blackburn, Tennessee - Josh Hawley, Missouri | - Jack Reed, Ranking Member, Rhode Island - Jeanne Shaheen, New Hampshire - Kirsten Gillibrand, New York - Richard Blumenthal, Connecticut - Mazie Hirono, Hawaï - Tim Kaine, Virginie - Angus King, Maine - Martin Heinrich, Nouveau-Mexique - Elizabeth Warren, Massachusetts - Gary Peters, Michigan - Joe Manchin, Virginie-Occidentale - Tammy Duckworth, Illinois - Doug Jones, Alabama |

### Membres durant le115econgrès(2017-2019)
| Majorité (républicaine) | Minorité (démocrate) |
| --- | --- |
| - James Inhofe, Président depuis le 6 septembre 2018, Oklahoma - John McCain, Président jusqu'au 25 août 2018, Arizona - Roger Wicker, Mississippi - Deb Fischer, Nebraska - Tom Cotton, Arkansas - Mike Rounds, Dakota du Sud - Joni Ernst, Iowa - Thom Tillis, Caroline du Nord - Dan Sullivan, Alaska - David Perdue, Géorgie - Ted Cruz, Texas - Lindsey Graham, Caroline du Sud - Ben Sasse, Nebraska - Tim Scott, Caroline du Sud - Jon Kyl, depuis le 6 septembre 2018, Arizona | - Jack Reed, Président, Rhode Island - Bill Nelson, Floride - Claire McCaskill, Missouri - Jeanne Shaheen, New Hampshire - Kirsten Gillibrand, New York - Richard Blumenthal, Connecticut - Joe Donnelly, Indiana - Mazie Hirono, Hawaï - Tim Kaine, Virginie - Angus King, Maine - Martin Heinrich, Nouveau-Mexique - Elizabeth Warren, Massachusetts - Gary Peters, Michigan |

## Sous-comités
| Liste                             | Chairman                  | Ranking member      |
| --------------------------------- | ------------------------- | ------------------- |
| Airland                           | Angus King (I-ME)         | Tom Cotton (R-AR)   |
| Cybersecurity                     | Joe Manchin (D-VO)        | Mike Rounds (R-SD)  |
| Emerging Threats and Capabilities | Gary Peters (D-MI)        | Joni Ernst (R-IA)   |
| Personnel                         | Kirsten Gillibrand (D-NY) | Thom Tillis (R-NC)  |
| Readiness and Management Support  | Tim Kaine (D-VA)          | Dan Sullivan (R-AK) |
| Seapower                          | Mazie Hirono (D-HI)       | -                   |
| Strategic Forces                  | Martin Heinrich (D-NM)    | Deb Fischer (R-NE)  |

## Chairmandes anciennes commissions des forces armées
| Committee on Military Affairs, 1816-1947 | Committee on Naval Affairs, 1816-1947 |
| --- | --- |
| - John Williams (DR-TN) 1816-1817 - George M. Troup (DR-GA) 1817-1818 - John Williams (DR-TN) 1818-1823 - Andrew Jackson (DR-TN) 1823-1825 - William Henry Harrison (NR-OH) 1825-1828 - Thomas Hart Benton (D-MO) 1828-1841 - William Preston (W-SC) 1841-1842 - John J. Crittenden (W-KY) 1842-1845 - Thomas Hart Benton (D-MO) 1845-1849 - Jefferson Davis (D-MS) 1849-1851 - James Shields (D-IL) 1851-1855 - John Weller (D-CA) 1855-1857 - Jefferson Davis (D-MS) 1857-1861 - Henry Wilson (R-MA) 1861-1872 - John A. Logan (R-IL) 1872-1877 - George E. Spencer (R-AL) 1877-1879 - Theodore Randolph (D-NJ) 1879-1881 - John A. Logan (R-IL) 1881-1886 - Joseph R. Hawley (R-CT) 1887-1893 - Edward Walthall (D-MS) 1893-1895 - Joseph R. Hawley (R-CT) 1895-1905 - Francis E. Warren (R-WY) 1905-1911 - Henry A. du Pont (R-DE) 1911-1913 - Joseph F. Johnston (D-AL) 1913 - George E. Chamberlain (D-OR) 1913-1919 - James W. Wadsworth, Jr. (R-NY) 1919-1927 - David A. Reed (R-PA) 1927-1933 - Morris Sheppard (D-TX) 1933-1941 - Robert R. Reynolds (D-NC) 1941-1945 - Elbert D. Thomas (en) (D-UT) 1945-1947 | - Charles Tait (R-GA) 1816-1818 - Nathan Sanford (R-NY) 1818-1819 - James Pleasants (R-VA) 1819-1823 - James Lloyd (F-MA) 1823-1825 - Robert Y. Hayne (D-SC) 1825-1832 - George M. Dallas (D-PA) 1832-1833 - Samuel Southard (W-NJ) 1833-1836 - William C. Rives (D-VA) 1836-1839 - Reuel Williams (D-ME) 1839-1841 - Willie P. Mangum (W-NC) 1841-1842 - Richard H. Bayard (W-DE) 1842-1845 - John Fairfield (D-ME) 1845-1847 - David Levy Yulee (D-FL) 1847-1851 - William M. Gwin (D-CA) 1851-1855 - Stephen Mallory (D-FL) 1855-1861 - John P. Hale (R-NH) 1861-1864 - James Grimes (R-IA) 1864-1870 - Aaron Cragin (R-NH) 1870-1877 - Aaron A. Sargent (R-CA) 1877-1879 - John R. McPherson (D-NJ) 1879-1881 - James Donald Cameron (R-PA) 1881-1893 - John R. McPherson (D-NJ) 1893-1895 - James Donald Cameron (R-PA) 1895-1897 - Eugene Hale (R-ME) 1897-1909 - George C. Perkins (R-CA) 1909-1913 - Benjamin Tillman (D-SC) 1913-1918 - Claude A. Swanson (D-VA) 1918-1919 - Carroll S. Page (R-VT) 1919-1923 - Frederick Hale (R-ME) 1923-1933 - Park Trammell (D-FL) 1933-1937 - David I. Walsh (D-MA) 1937-1947 |

## Liste des secrétaires des forces armées du Sénat depuis 1947
- Chan Gurney (R-SD) 1947-1949
- Millard E. Tydings (D-MD) 1949-1951
- Richard B. Russell, Jr. (D-GA) 1951-1953
- Leverett Saltonstall (R-MA) 1953-1955
- Richard B. Russell, Jr. (D-GA) 1955-1969
- John C. Stennis (D-MS) 1969-1981
- John Tower (R-TX) 1981-1985
- Barry Goldwater (R-AZ) 1985-1987
- Sam Nunn (D-GA) 1987-1995
- Strom Thurmond (R-SC) 1995-1999
- John Warner (R-VA) 1999-2001
- Carl Levin (D-MI) 2001
- John Warner (R-VA) 2001
- Carl Levin (D-MI) 2001-2003
- John Warner (R-VA) 2003-2007
- Carl Levin (D-MI) 2007-2015
- John McCain (R-AZ) 2015-2018
- James Inhofe (R-OK) 2018-2021
- Jack Reed (D-RI) 2021-2025
- Roger Wicker (R-MS) 2025-